# Sieroszewski
Sieroszewski (Rola odmienna IV, Rolicz) – polski herb szlachecki, odmiana herbu Rola z nobilitacji.

## Opis herbu
Opis zgodnie z klasycznymi regułami blazonowania:
W polu czerwonym trzy kroje w rosochę srebrne z takąż różą pośrodku.
Klejnot: ogon pawia.
Labry czerwone, podbite srebrem.

## Najwcześniejsze wzmianki
Nadany Adamowi Sieroszewskiemu 10 kwietnia 1590 roku w ramach odnowienia zagubionego dokumentu nobilitacyjnego z czasów Batorego. Herb jest wynikiem adopcji przez rodzinę Szczycińskich.

## Herbowni
Jedna rodzina herbownych (herb własny):
Sieroszewski.